# Епископски комплекс с базилика (Сандански)
Епископският комплекс с базилика се намира в центъра на днешния град Сандански.
Попада в североизточната част на античния Партикополис, недалеч от крепостната стена, където има най-голяма концентрация на раннохристиянска култова архитектура. Източно от Епископската базилика е разположена Базиликата на епископ Йоан (върху чиито основи е изградена изложбената зала на Археологическия музей), а на югоизток – епископската резиденция с базилика.
Епископският комплекс със своята грандиозна архитектура, включваща комплекс от помещения, и изключително богата художествена украса – каменно-декоративна пластика, стенна живопис и мозайки, е най-представителната сграда, доминираща в града през късноантичната епоха. Тези негови особености го нареждат сред най-големите и най-интересните археологически обекти в Югозападна България. Комплексът е част от Археологическия музей в града.

## История
Епископската базилика е открита при спасителни археологически разкопки през 1989 г. от директора на Археологическия музей на гр. Сандански Владимир Петков. Началото на системното проучване на епископския комплекс е поставено през следващата 1990 г. от екип с ръководители проф. Александра Димитрова-Милчева (СУ „Климент Охридски) и д-р Владимир Петков. В периода 1990 – 1995 г. е разкрит в основни линии планът на раннохристиянската базилика, размерите и начинът ѝ на градеж, както и архитектурна декорация, мозайки и строителни периоди. През 1998 г. археолозите установяват, че базиликата е част от цял епископски комплекс, който освен църква включва и други значими архитектурни структури – баптистерий, атрий и други постройки с неизяснени функции. След това откритие разкопките на обекта продължават без прекъсване до днес (2013 г.).
Едно от най-важните открития в района на Епископския комплекс е направено по време на поредния – 22-ри археологически сезон, през 2012 г., когато в северозападната част на обекта е разкрит мартириум с свещен извор – помещение, в което е бил погребан светец или са съхранявани свети мощи. По тази причина той е най-святото му място в комплекса, а оттам и в целия раннохристиянски град, чийто наследник е днешният Сандански.
Освен провеждането на системни проучвания, Епископският комплекс е и частично реставриран, консервиран и социализиран. Това става посредством включването му в проекта „Струмският път от неолита до ранното християнство“ (през 2007 г.), финансиран по програма ФАР – Трансгранично сътрудничество между България и Гърция. Проектът е успешно изпълнен основно от Археологическия музей в град Сандански, в партньорството с община Сандански и музея в гръцката Община Кавала.
Понастоящем комплексът на Епископската базилика е включен в един от най-големите проекти за културно-исторически туризъм в България – „Сандански – зората на ранното християнство“. Той е на стойност 6,1 млн. лв. и е спечелен от Община Сандански и Ахеологическия музей по оперативната програма „Регионално развитие“. Проектът, по който се работи, предвижда реставрация на основната част от епископската базилика от IV-V век и атриума. Ще бъде изградено защитно покритие на базиликата с комбинация от метал и стъкло, което да показва действителните монументални размери на сградата, както и да защитава реставрираните вече мозайки.
Резултатите от археологическите разкрития показват три фази в изграждането на комплекса, като с най-съществено значение са първата (IV в.) и втората фаза (V в.). Третият строителен период обхваща средата на VІ в., когато е обновен интериорът на базиликата е са добавени нови помещения вътре в сградата и анекси извън нея.
Малкото известни факти от историята на епископския комплекс знаем благодарение на открития по време на археологическите разкопки уникален ктиторски надпис. Последният е нанесен върху обратната страна на плочата с гладиаторския афиш, с втория надпис. В горната част на плочата са били разположени сложни декоративни мотиви, а в най-долната част – ситно написаният ктиторски надпис. От стелата са запазени съвсем малко части, така че е трудно да се възстанови цялата ѝ декоративна украса. От запазения хоросан върху буквите и изображенията се разбира, че плочата е била взидана в стена и е била част от стенната украса на баптистерия (кръщелната). Ктиторският надпис се състои от 12 отделни парченца, които добре се сглобяват и образуват 2 страници от разтворена книга. Редовете са линирани. Страниците са поставени в собствени полета, оформени и подчертани с вдлъбнати линии. На тези толкова зле запазени страници се е намирал извънредно важен текст. Тук са се описвали делата на Антим в полза на градът. Тук е било запазено и неговото име. На загубеното място са се изреждали качествата на построената от него базилика, която той сравнява с Храма Божи, построен с велика мъдрост и за прослава Божия от Соломон. Както и на предишните две страници след пасаж от текст е поставено пожелание да пребъде във вечността. Липсва много голяма част от текста и това не позволява възстановяването му. Някои думи допускат да се заключи, че Антим „често“ е извършвал добрини на града и може би е негов „спасител“ от неизвестни бедствия. Но никъде не се споменава за неговия ранг, титла или длъжност. Има вероятност това да е поредният епископ, построил и украсил тази базилика.
За сега няма доказателство, че ктиторският надпис се е състоял само от тези 4 страници, поради което археолозите се надяват на намирането на части и от други. Дребният ктиторски надпис и пищната метална и скулптурна украса над него дават бегла представа за великолепието на подовата и стенна декорация на Епископската базилика или Базилика № 4, която днес наричат Базилика на Антим.
Откритите масивни останки от пожари с различна интензивност в отделните части на археологическия обект, дават категорично потвърждение, че базиликата и принадлежащия ѝ комплекс са унищожени при огромен пожар, най-вероятно от варварските нашествия през втората половина на VІ в., при нападенията на славяните към Солун.

## Архитектура
Комплексът на Епископската базилика се подчинява на почти всички изисквания за строителство и функциониране на една култова сграда от раннохристиянския период (IV-VI в.), като същевременно притежава и някои свои особености, повлияни от местните традиции и историческо развитие. В изграждането на базиликалния ансамбъл са намерили отражение културни влияния на големите центрове на християнството в Близкия изток, Константинопол, Гърция и Македония.
Базиликалният комплекс, разположен на площ от 1600 кв. м, включва: класически тип елинистическа базилика с атрий (вътрешен двор); кръгъл баптистерий (кръщелна), уникален по форма и размери в България; мартириум с аязмо и други помещения с все още неизяснени функции.

### Епископска базилика
Църквата е двуетажна, с класическото триделно членение на наосното пространство (трикорабна), и с едноставен нартекс и полукръгла от изток апсида.
Наосът на Епископската базилика е с размери 22 x 23 метра, което като цяло му придава почти квадратна форма и го причислява към базиликите със скъсен наос. Централният кораб е с размери 9,95 х 23,2 м, а ширината на страничните: северен – 4,5 м, южен – 4,2 м. Пространствата между трите кораба са разделени чрез стилобати с ширина 0,75 м. Върху мраморни блокове с размери 0,7 х 0,4 х 1,08 м, вградени в зида с бял хоросан, са били разположени колоните на мраморната аркада, изпълнени в римо-коринтски стил.
През раннохристиянския период в централния кораб е била поставяна и катедра – амвон, какъвто е разкрит и в Епископската базилика, с формата на кръст с издължени рамене. От IV век амвонът е мястото на певците и свещениците, когато произнасят проповедите си. Оттук се е четяло Евангелието и други свещени книги от специални четци.
В източната част на главния кораб е имало презвитериум с размери 7,95 x 6,2 метра. Той е имал вход от север и от запад, като от запад е бил с портик. Подовото покритие на презвитериума е било изпълнено в мозайка „опус сектиле“ върху подложка от розов хоросан. Мозайката се състои от сравнително големи фрагменти и е трицветна – бяло, синьо и виолетово. Представлява сложна плетеница от окръжности. Олтарната преграда е изградена от преупотребени мраморни архитрави, които я отделят от централния кораб. Великолепието на презвитерия се допълвало от богатата пластична украса на преградните плочи с релефи от евангелския цикъл. Откритите в голямо количество фрагменти от преградата с човешки изображения върху тях, представляват едни от най-интересните и значими паметници на раннохристиянското изкуство и култура. Такива преградни плочи са новост в мраморно-пластичната орнаментика на базиликите от този период в България.
Апсидата е вградена в дебелината на дъгата, очертаваща се с правоъгълна рамка. Изграждането на олтарното пространство показва особености редки за църковното строителство в българските земи, но добре познати от паметниците от Източен Илирик. Извън апсидата са иззидани по три еднакви седалки без облегалки, разположени от дясно и отляво на олтара. Според изискванията на култа седалките са били предназначени за свещениците, участващи в богослужението, водено от епископа. Този вид синтрон, известен като „гръцки“, се състои от два елемента: полукръгла апсида с трон по средата за епископа, седалки плътно до дъгата на апсидата и срещуположно изградени седалки извън нея, какъвто е и нашия случай. Тронът не е разкрит. Синтрон от този тип, широко застъпен в сакралната архитектура на Гърция, не е познат от базиликите в България. Наличието на повдигнати пейки е особеност на гръцките базилики.
Най-значителните промени във вътрешната архитектура на храма завършват с изграждането на диаконикона и протезиса, разположени от двете страни на олтара и с размери съответно: на помещението от север – 4,5 х 2,45 м, от юг – 4,3 х 1,95 м. Те са били покрити с мраморни плочи. Нартексът на Епископската базилика е напълно разкрит през 1998 г. Разположен е непосредствено на запад от наоса и има дължина 22 м и ширина от 4,3 до 4,5 м. Достъпът до него се осъществявал с широк вход (близо 2 м). През нартекса е ставало и качването на втория етаж на базиликата.
За особеното значение на притвора в планировката на базиликата, говори и фактът, че неговото подово покритие е направено с мозайки в стил „опус тесалатум“. Мозайката е изпълнена предимно с орнаментални мотиви и заема площ от 80 m². Мозаечното пано е оформено от бордюр, изпълнен с растителни мотиви, като по ъглите са изобразени вази. Цялото пано е разделено на 3 основни мозаечни килима. В единия от тях за първи път на територията на град Сандански се среща изображение на ваза с лозница и 2 водоплаващи птици, пресъздаващи представите на вярващите за Рая.
Сред изображенията на подовите мозайки на двете базилики са установени 8 вида птици: зеленоглава патица (Anas platyrhynchos), потапница звънарка (Bucephala clangula), белолика дървесна патица (Dendrocygna viduata), короманделска (индийска малка) гъска (Nettapus coromandelianus), мраморна патица (Marmaronetta angustirostris), султанка (Porphyrio porphyrio), малък огърличен папагал (Psittacula krameri) и флагова (малка индийска) дропла (Sypheotides indicus). Екзотичните птици с палеотропично (етиопско) и индомалайско (ориенталско) разпространение потвърждават някогашните активни древноримски контакти с Изтока, Трансахарска Африка и полуостров Индустан. 
Дебелината на зидовете на базиликата е 0,8 м. Те са основният носещ елемент в конструкцията на сградата. Градежът, който не се отличава от останалите базилики в града, е от големи речни камъни, споени с бял хоросан (Opus incertum). Повсеместно в зидарията е застъпено и използването на тухли. Те са употребявани за изравняване и оформяне на стените, както и на страниците на входовете и арките. На лицевата страна на стените камъните са фугирани с хоросанов разтвор. Речните камъни са основният строителен материал използван в култовата и гражданска архитектура на късноантичната и ранновизантийската епоха. В падналата по-късно от земетресение почти 10-метрова южна стена върху атрия, от който я разграничава наносен пласт с дебелина около 0,8 – 1 м, се редуват пояси от по 5 реда тухли с каменен градеж в интервали от 1 – 1,2 м в opus mixtum. Ясно са контурирани и отворите за прозорци и разстоянията между тях. Данните са изключително важни за вида на осветлението и на емпория. Прозорците били оформени с мраморни рамки и бифори. Те внасяли колоритен елемент в иначе семпло оформените фасади. Долният ред прозорци са с размери: 2.5 м ширина и 3 м височина, а горният – с 0,9 м широки и 1,8 м високи прозорци.
Стените на църквата са били покрити с цветни мазилки. Фрагменти от тях са запазени in situ само върху цоклите, но дават представа в известна степен за използваната декоративна и цветова схема. Плоскостта на стените е разграфена на пана, в които са намерили място елементи характерни за църковната живопис. Паната са с канелирана украса и флориални мотиви – изобразени са клонки цветя като символ на живота, познати вече от живописния репертоар на базилики №2 и №3. Живописците са проявявали особено предпочитание към помпеанско червено, зелено, черно, синьо и бяло. И през двата периода стените са били с цветна живопис.

### Атрий
От писанията на древния летописец Евсевий е известно, че в ранното християнство, преди да започне литургията, вярващите са се събирали на специални места пред храмовете. С развитието на християнската архитектура това е ставало в архитектурно оформени с портици и дворни пространства, наречени атрий / атриум (вътрешен двор) или в оградни дворове или закрити помещения, наречени „екзонартекси“.
Изграждането на атрия към корпуса на църквата съществено обогатил и променил облика на епископския комплекс. Поради особеностите на терена атрият тук е разположен от юг, а не както обикновено от запад на нартекса (виж Базилика №1). Той е с размери 22 х 23 м или с почти квадратна форма. Атриумът е фланкиран от юг, север и изток с портик. Колонадата на портика е изградена от преупотребени гранитни и мраморни колони с различна големина. Те са поставени върху атически тип бази или полувкопани в терена ари, нивелирани съобразно височината на колоните. Капителите са от мрамор или гранит с различна големина изпълнени в римско-дорийски стил с нееднакво качество. Обходните коридори са настлани с тухли. При неблагоприятни атмосферни явления те са служели за защита на миряните.
В центъра на двора е намерен добре запазен кладенец (фиала), който е в унисон с основните правила за базиликите от Източен Илирик. Той представлява гранитен блок с квадратна основа 1,1 х 1,1 х 0,18 м и с цилиндрично тяло, високо 1 м.
През 2007 г., под падналия южен зид на базиликата в западната половина на атрия, е открита уникална чешма (шадраван), долепена плътно до западния зид на вътрешния двор. В случая тя замества липсващата западната колонада. Чешмата е била оформена от четири гранитни блока с размери 1,5 х 1,2 х 0,25 м. От лицевата страна гранитните блокове са с проста профилировка. Всеки блок е с отвор в горната си част, използван за поставянето на бронзов чучур, като на блок № 2 той е запазен на място, споен с олово. Водата от чучурите се е стичала в басейн с размери 6.50 х 1.00 м. Снабдяването на чешмата с вода е ставало по принципа на скачените съдове.
Специалистите предполагат, че така изградената чешма е била построена хронологически най-късно в Епископския комплекс, някъде в периода към средата на VІ в. сл. Хр. Вероятната причина е прекъсване водоснабдяването на кладенеца от централната част на атрия и този от южния кораб на базиликата. Изчезването на подпочвената вода е довело до нуждата от построяването на чешмата и захранването ѝ от градски водопровод идващ от Баптистерия, който се намира в западна посока. По такъв начин отново е била осигурена необходимото количество вода за извършване на подготовката за централната литургия в Епископската базилика.

### Баптистерий
Друг обект извън базиликата, с оригинална раннохристиянска архитектура, е баптистерият (кръщелната). Открит е през 1917 г. от войници, които изкопавали основите на изграждалата се на това място сграда на щаба на II българска армия. Няколко години по-късно (началото на 20-те години на XX в.) паметникът е частично проучен от проф. Вера Иванова-Мавродинова, която още тогава дава предположение, че той е принадлежал към представителна епископска базилика (открита около 70 години по-късно). Впоследствие баптистерият бива забравен и дълги години тъне в съвременните насипи на града. Древната кръщелна попада отново в полезрението на археолозите едва през 1996 г. Направените археологическите проучвания напълно изясняват плана на помещението и стратиграфията на културните пластове, с което е открива възможността за почти пълна възстановка. Оказало се е че повечето от разрушенията в кръщелната са извършени от изкопа, направен от войниците. От стратиграфския профил и находите е изяснено, че баптистерият е бил напуснат още през късната античност, преди да бъде разрушен.
Баптистерият е построен като самостоятелно тяло в югозападния ъгъл на Епископския комплекс. В архитектурно отношение той е представлявал масивна кръгла и куполна постройка (ротонда) с дебели 1.10 м външни зидове. Височината на купола е най-вероятно в рамките на 5.50 – 6.50 м. В ротондата е бил вписан осемконхален обем, а в него – осем колони, подредени в кръг, така че се е образувал деамбулаторий, между тях и конхалното тяло. В средата на съоръжението е разположена писцината – басейнчето за кръщение. Отвън тя е осемстенна, със заоблени ъгли, а отвътре – с осем трапецовидни ниши, между които са били поставени осем колони, поддържали киворий или покрива на басейна. В писцината се е влизало по срещуположни стъпала, развити в оста югозапад-североизток. Баптистерият е бил изграден от тухли и хидрофобен хоросан.
Цялата вътрешност на баптистерия е имала пищна живописна украса. Таванът е бил покрит с мозайки в техника опус вермикулатум, с най-разнообразни геометрични мотиви. Мозаечните кубчета (тесерите) са с размери до 0,5 – 0,7 см и са предимно от стъклена смалта в богата цветова гама, като се срещат и мраморни такива – белите тесери. Част от тях са покрити със златна ангоба, запазена върху тесера със слой от 0.55 мм. От оцелелите фрагменти се открити такива с цветчета, елипси, мотив паунова опашка и т.н. Явно тавана е бил на няколко пана с различна орнаментика – златни тесери, срещащи аналогии в Константинопол.
Страничните стени на кръщелната са били украсени със стенописи в различна цветова гама и геометричен стил. От запазената част личат добре оформени пана, разположени между псевдо колони и най-различни геометрични фигури – ромбове, медальони и други, които имитират мраморна облицовка. Външният зид на басейнчето също е изографисан с наклонени черти с дебелина 2 см в тъмносин цвят, отново имитирайки мраморни плочи.
Самата писцина е била облицована с различни по произход мраморни плочи, а подът е бил изпълнен в мозайки стил опус сектиле, с триъгълни мраморни и сини плочи. Добре личат отворите за влизащата и изтичащата вода. Двата коридора около писцината са застлани с тухли от добре изпечена червена глина.
Достъпът до баптистерия е бил максимално улеснен с изграждането на 4 входа, разположени почти симетрично в направления югоизток-северозапад и югозапад-североизток.
Сред разкритите на обекта многобройни археологически материали попадат и детайлите със златна украса – боя, което говори за луксозна декорация на баптистерия и значимостта, която е имал в раннохристиянската религия и практика. Той е обслужвал епископската базилика и е датиран от В. Иванова към IV-V в..

### Мартирий
Помещението (мартирий / мартириум) за съхранение на свети мощи е последният разкрит обект от Епископския комплекс. То е разкопано по време на археологически сезон 2012 г. под ръководството на Владимир Петков /Археологически музей Сандански/, със зам. ръководител Светла Петрова /НАИМ-БАН-София/ и екип от Археологическия музей на гр. Сандански.
Маририума е разположен в северозападния ъгъл на Епископския комплекс, северозападно от нартекса на базиликата и заема площ от 120 m². В планово отношение той се състои от три помещения, съответно определени като: преддверие (антре), мартирион и трето, с неизвестни функции.
Официалният вход към разкритите три помещения е в западната част на нартекса на базиликата. Той е изграден от масивен мраморен праг със следи от тежка порта. Това е бил и входът, свързващ нартекса, респективно Епископската базилика с мартириума на запад.
Преддверието е било застлано с добре изгладени мраморни плочи. Разположено в посока изток – запад. На южната и северната страна са изградени зидани пейки с височина от 0.30 м до 0.50 м, служещи за изчакващи своя ред миряни, които са посещавали Мартириона и помещението на север от него. В югоизточния ъгъл е открита долната половина на гранитен кантарос с предполагаема височина от 1.20 м. На северната стена, най-вероятно през последния строителен период, са били изградени две ниши, които служили за поставянето на дарове и икони. Потвърждение за това е открития уникален фрагмент с изображение на лице на светец от VІ в. То е едно от най-ранните намирани в християнска Европа и подчертава изключителната роля на мартириума в християнската литургика.
Самият мартириум е ориентиран в направление юг – север. В него се влиза от западната страна на антрето през широк вход. Както преддверието, така и той е бил застлан с мраморни плочи. В централната част на помещението, е разкрита олтарна маса със запазена оригинална височина от 1.10 м, с дължина от 2.10 м и широчина 1.10 м. Цялата маса е изписана със стенописи, като предната ѝ част има дори изображения на кръстове в бял цвят на червен фон, вписани в зелена окръжност. Масата е била покрита с мраморен плот с оформени бордюри от фин вносен тасоски мрамор. В източната част на масата има две ниши, разположени под плота, те са служили за съхранение на ковчежетата с мощи или т. нар. реликварии. Те са били предварително изнесени от мартириона от духовниците, които напуснали Епископската базилика преди пожара. Отнесени са най-вероятно в посока Солун, където жителите на Партикополис намирали убежище от варварските нашествия.
Цялата вътрешност на мартирия е била изографисана със стенописи в два слоя. Техниката е смесена – украсата е започната на мокра мазилка в „ал фреско“ и е довършена на сухо в „ал секо“. Дори и сега, преди реставраторската намеса, която ще има за цел да разкрие оригиналните цветове и украси от наличните находки, могат да се посочат някои изключителни художествени постижения.
В северозападната край на мартириума е открито аязмо (извор на света вода), което е голяма ценност не само за Епископския комплекс, но и за целия град. За важната роля на аязмото е от значение и фактът, че то е четвъртият източник на светена вода, откриван в рамките на комплекса, след двата кладенеца (в южния кораб на базиликата и в атрия) и уникалната чешма с 4 чучура, открита отново във вътрешния двор (атрия). За разлика от останалите извора аязмото в мартирия все още действа.
В процеса на разкопките е открито и трето помещение ориентирано север – юг с вход от антрето, близо до входа от нартекса. Интересен от архитектурна гледна точка е широкият близо 4,5 м и висок 3 м сводест отвор, водещ на север извън Епископския комплекс. Функциите му ще определят бъдещи археологически проучвания.
Тук трябва да се спомене и намиращият се южно от ансамбъла на мартирия четириконхален параклис. Той също не е проучен и функционалността му тепърва ще бъде изяснявана.

## Галерия
- Епископската базилика през 2010 г.

- Епископската базилика през 2016 г.

- Епископската базилика през 2018 г.